# Dianthus
Dianthus es un género de plantas de la familia Caryophyllaceae, nativa primordialmente de Europa y Asia, con unas pocas especies que se encuentran en el norte de África, y una especie (D. repens) en la zona ártica de Norteamérica. Coloquialmente se las conoce como claveles y clavelinas.  Comprende 1040 especies descritas y de estas, solo 333 aceptadas.

## Descripción
Las especies son sobre todo hierbas perennes, algunas son anuales o bianuales, y algunas son arbustos bajos con numerosos  vástagos basales. 
Las hojas son opuestas, simples, lineares, gris verdes y a menudo fuertemente glaucas a azulverde. 
Las flores tienen cinco pétalos, con un margen festoneado típico,  y (en casi todas las especies) de color rosa fuerte a rosa pálido. Una especie (D. knappii) tiene flores amarillas con un centro púrpura.
En principio, el clavel silvestre florece durante la primavera y verano. 
Las especies de Dianthus sirven como fuente de alimentación para las larvas de algunas especies de Lepidoptera, que incluyen la polilla de las berzas, la polilla de doble raya, la de alas amarillas grande y la lychnis. También tres especies de Coleophora, huéspedes exclusivos de  Dianthus: C. dianthi, C. dianthivora y C. musculella (el cual se alimenta exclusivamente de D. suberbus).

## Taxonomía
El género fue descrito por Carlos Linneo y publicado en Species Plantarum 1: 409. 1753. La especie tipo es: Dianthus caryophyllus L.
Etimología
Dianthus: nombre genérico que procede del griego διόσανθος, palabra compuesta de Diós («de Zeus») y anthos («flor»), y ya fue usado por el botánico griego Teofrasto en su obra Historia de las plantas.

## Algunas especies

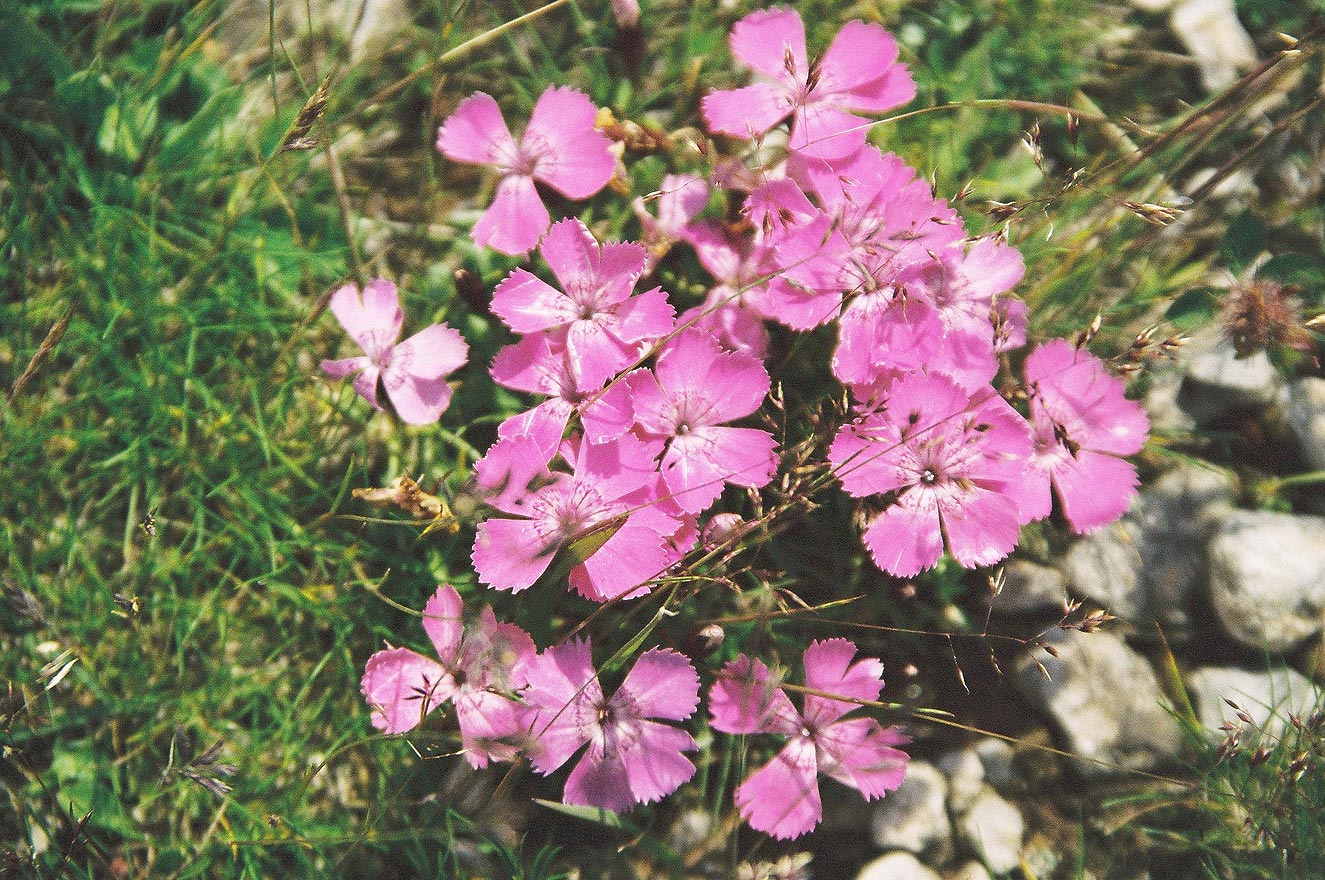
Dianthus alpinus

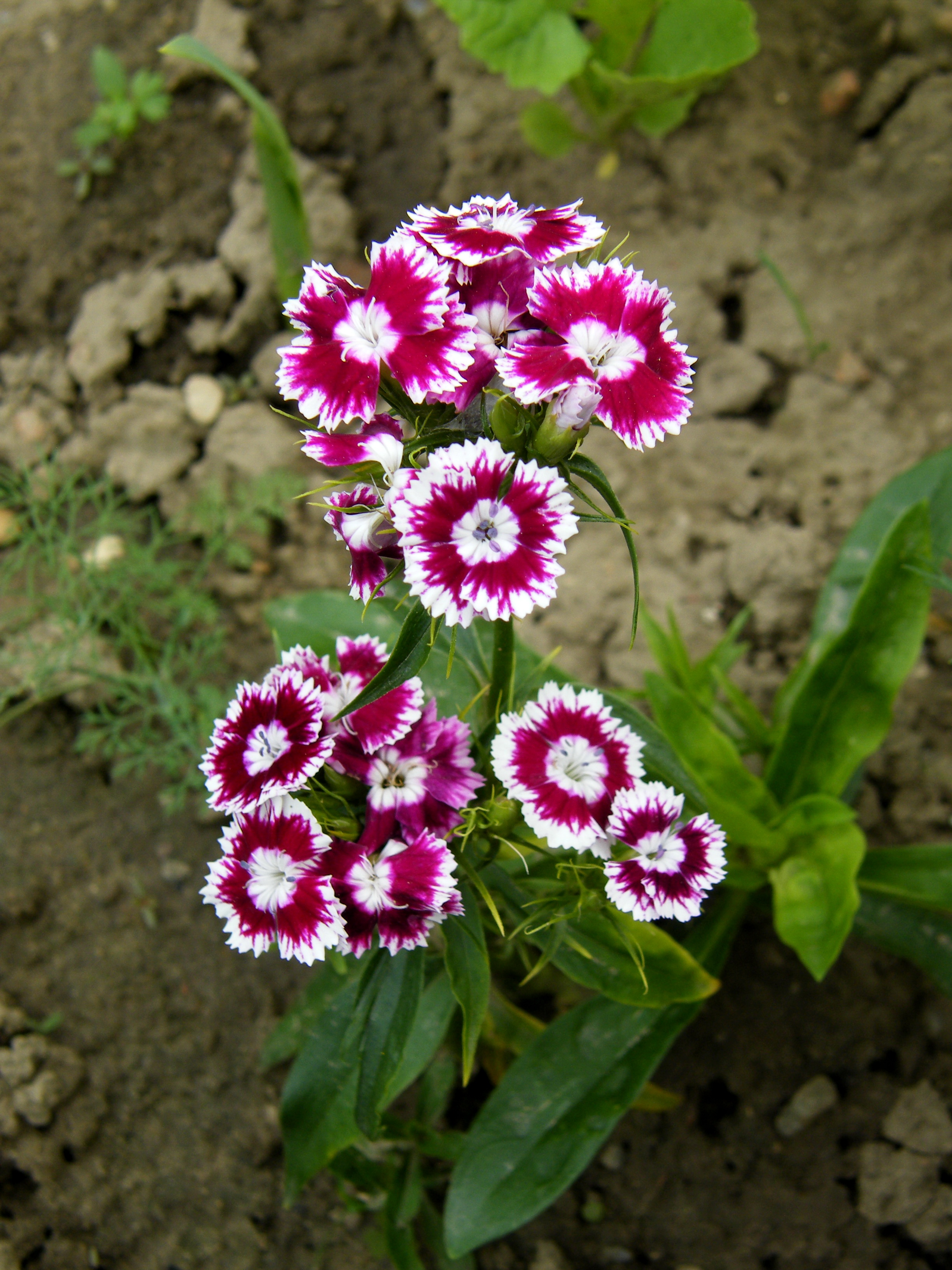
Dianthus barbatus

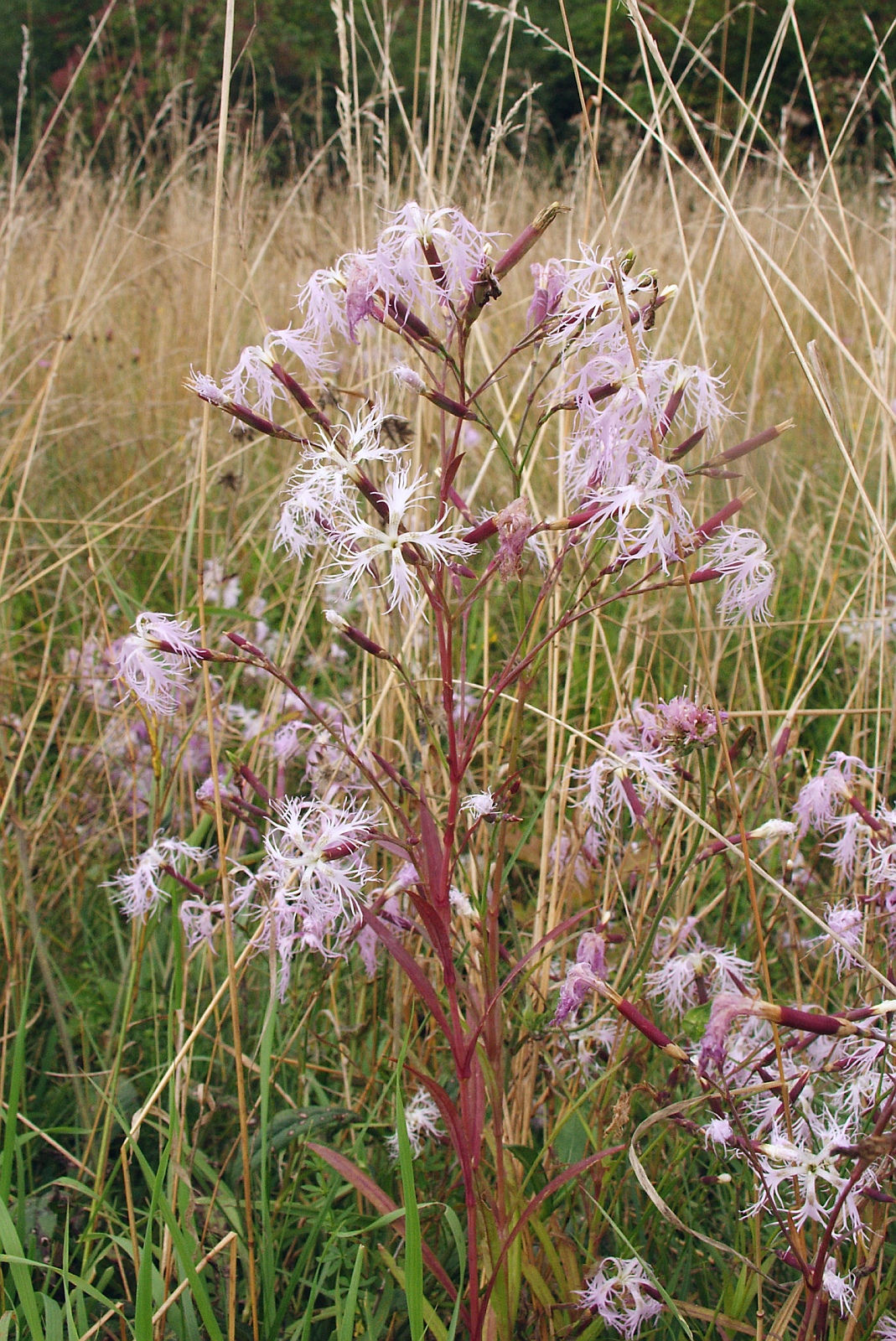
Dianthus superbus

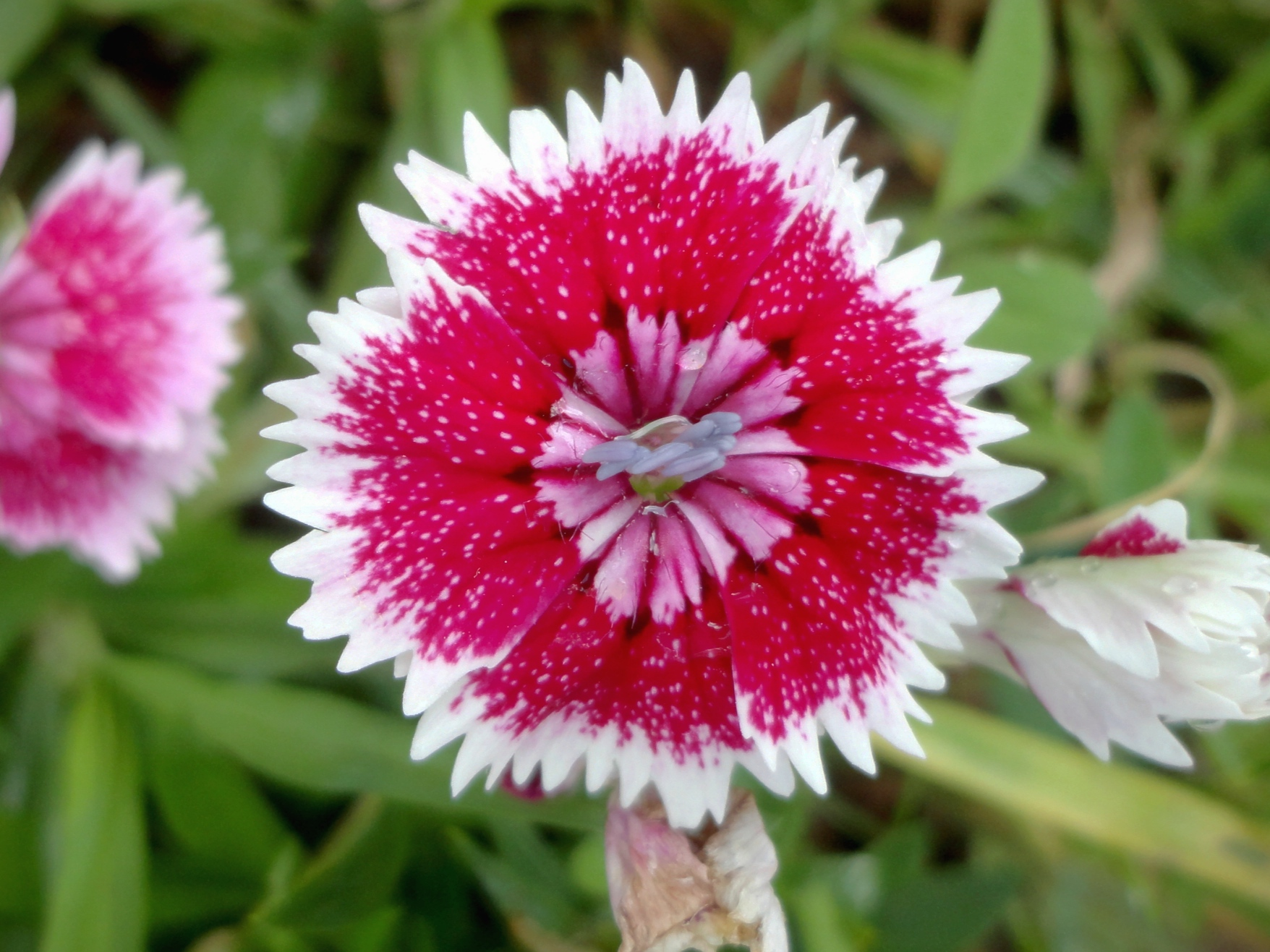
Híbrido Dianthus chinensis × barbatus

- Dianthus algetanus Graells ex F.N. Williams
  - Dianthus algetanus algetanus
- Dianthus alpinus
- Dianthus amurensis
- Dianthus anatolicus
- Dianthus ancyrensis Hausskn. et Bornm.
- Dianthus andronakii Woronow ex Schischk
- Dianthus arenarius
- Dianthus armeria L.
- Dianthus armeriastrum Wolfner
- Dianthus balbisii Ser.
- Dianthus barbatus L.
- Dianthus biflorus
- Dianthus brachyanthus Boiss.
- Dianthus brachyanthus brachyanthus
- Dianthus brevicaulis
- Dianthus broteri Boiss. & Reut.
  - Dianthus broteri broteri
- Dianthus caespitosifolius Planellas
- Dianthus callizonus
- Dianthus campestris
- Dianthus capitatus
- Dianthus carthusianorum L.
- Dianthus caryophyllus L.
- Dianthus chinensis L.
- Dianthus cruenatus
- Dianthus deltoides L.
- Dianthus erinaceus
- Dianthus freynii
- Dianthus fruticosus
- Dianthus furcatus
- Dianthus gallicus
- Dianthus giganteus
- Dianthus glacialis
- Dianthus gracilis
- Dianthus graniticus
- Dianthus gratianopolitanus
- Dianthus gredensis
- Dianthus haematocalyx
- Dianthus hinoxianus endémica del litoral de Huelva
- Dianthus hispanicus Asso
- Dianthus microlepsis
- Dianthus monspessulanus L. (v. Dianthus hyssopifolius)
- Dianthus multiaffinis Pau (v. Dianthus multiceps subsp. multiaffinis)
- Dianthus multiceps Costa ex Willk.
- Dianthus myrtinervius
- Dianthus nardiformis
- Dianthus nitidus
- Dianthus pavonius
- Dianthus petraeus
- Dianthus pinifolius
- Dianthus plumarius L.
- Dianthus pungens L.
- Dianthus pyrenaicus Pourr.
  - Dianthus pyrenaicus pyrenaicus
  - Dianthus pyrenaicus attenuatus (Sm.) Bernal, M. Laínz & Muñoz Garm.
- Dianthus repens
  - Dianthus rupicola L.
  - Dianthus rupicola bocchoriana L. Llorens & Gradaille
- Dianthus scardicus
- Dianthus seguieri
  - Dianthus seguieri requienii (Godr.) Bernal, Laínz & Muñoz Garm.
  - Dianthus seguieri vigoi (M. Laínz) O. Bolòs & Vigo
- Dianthus simulans
- Dianthus spiculifolius
- Dianthus squarrosus
- Dianthus subacaulis Vill.
- Dianthus superbus
- Dianthus sylvestris
- Dianthus zonatus